# Wereldkampioenschap superbike van Spielberg 1992
Het wereldkampioenschap superbike van Spielberg 1992 was de zesde ronde van het wereldkampioenschap superbike 1992. De races werden verreden op 28 juni 1992 op de Österreichring nabij Spielberg, Oostenrijk.

## Race 1
| Pos | Nr | Rijder               | Constructeur | Rondes | Tijd                | Grid | Punten |
| --- | -- | -------------------- | ------------ | ------ | ------------------- | ---- | ------ |
| 1   | 9  | Giancarlo Falappa    | Ducati       | 18     | 33:56.202           | 5    | 20     |
| 2   | 3  | Rob Phillis          | Kawasaki     | 18     | +0.209              | 4    | 17     |
| 3   | 1  | Doug Polen           | Ducati       | 18     | +0.394              | 2    | 15     |
| 4   | 5  | Fabrizio Pirovano    | Yamaha       | 18     | +0.879              | 10   | 13     |
| 5   | 10 | Davide Tardozzi      | Ducati       | 18     | +13.838             | 6    | 11     |
| 6   | 7  | Carl Fogarty         | Ducati       | 18     | +13.881             | 12   | 10     |
| 7   | 13 | Aaron Slight         | Kawasaki     | 18     | +14.247             | 7    | 9      |
| 8   | 48 | Daniel Amatriaín     | Ducati       | 18     | +28.800             | 15   | 8      |
| 9   | 27 | Fred Merkel          | Yamaha       | 18     | +28.975             | 11   | 7      |
| 10  | 79 | Simon Crafar         | Honda        | 18     | +29.139             | 8    | 6      |
| 11  | 50 | Ernst Gschwender     | Kawasaki     | 18     | +29.300             | 9    | 5      |
| 12  | 45 | Andreas Meklau       | Ducati       | 18     | +29.576             | 31   | 4      |
| 13  | 12 | Jeffry de Vries      | Yamaha       | 18     | +29.795             | 17   | 3      |
| 14  | 28 | Piergiorgio Bontempi | Kawasaki     | 18     | +38.576             | 21   | 2      |
| 15  | 92 | Virginio Ferrari     | Ducati       | 18     | +38.788             | 33   | 1      |
| 16  | 15 | Jari Suhonen         | Yamaha       | 18     | +39.452             | 23   |        |
| 17  | 54 | Massimo Broccoli     | Kawasaki     | 18     | +39.681             | 25   |        |
| 18  | 34 | Christer Lindholm    | Yamaha       | 18     | +56.805             | 27   |        |
| 19  | 63 | Michael Liedl        | Kawasaki     | 18     | +57.007             | 29   |        |
| 20  | 11 | Udo Mark             | Yamaha       | 18     | +57.352             | 18   |        |
| 21  | 60 | Árpád Harmati        | Yamaha       | 18     | +1:06.138           | 24   |        |
| 22  | 55 | Vittorio Scatola     | Kawasaki     | 18     | +1:12.985           | 14   |        |
| 23  | 58 | Mauro Lucchiari      | Ducati       | 18     | +1:19.287           | 22   |        |
| 24  | 38 | Urs Zwicker          | Yamaha       | 18     | +1:19.785           | 37   |        |
| 25  | 73 | Kai Uwe Schmid       | Kawasaki     | 18     | +1:34.468           | 26   |        |
| 26  | 57 | Aldeo Presciutti     | Kawasaki     | 18     | +1:34.705           | 28   |        |
| 27  | 84 | Anton Berghammer     | Yamaha       | 18     | +1:40.346           | 34   |        |
| 28  | 69 | Friedrich Graus      | Kawasaki     | 17     | +1 ronde            | 36   |        |
| DNF | 2  | Raymond Roche        | Ducati       | 17     | Uitgevallen         | 1    |        |
| DNF | 30 | Karl Truchsess       | Kawasaki     | 15     | Ongeluk             | 13   |        |
| DNF | 4  | Stéphane Mertens     | Ducati       | 12     | Uitgevallen         | 3    |        |
| DNF | 43 | Richard Arnaiz       | Honda        | 7      | Uitgevallen         | 20   |        |
| DNF | 35 | Stefan Klabacher     | Ducati       | 6      | Uitgevallen         | 32   |        |
| DNF | 65 | Franz Pfefferkorn    | Kawasaki     | 3      | Uitgevallen         | 30   |        |
| DNF | 66 | Hans Peter Klampfer  | Yamaha       | 1      | Uitgevallen         | 35   |        |
| DNS | 8  | Baldassarre Monti    | Honda        | 0      | Niet gestart        | 16   |        |
| DNS | 53 | Fabrizio Furlan      | Ducati       | 0      | Niet gestart        | 19   |        |
| DNQ | 47 | Gerhard Schwarz      | Suzuki       | 0      | Niet gekwalificeerd |      |        |
| DNQ | 33 | Walter Ammann        | Yamaha       | 0      | Niet gekwalificeerd |      |        |
| DNQ | 82 | Walfried Weingartner | Honda        | 0      | Niet gekwalificeerd |      |        |
| DNQ | 83 | Roberto Biagioli     | Yamaha       | 0      | Niet gekwalificeerd |      |        |
| DNQ | 80 | Gerhard Triebnig     | Suzuki       | 0      | Niet gekwalificeerd |      |        |
| DNQ | 46 | Robert Mitter        | Ducati       | 0      | Niet gekwalificeerd |      |        |
| DNQ | 36 | Anton Rechberger     | Yamaha       | 0      | Niet gekwalificeerd |      |        |

## Race 2
| Pos | Nr | Rijder               | Constructeur | Rondes | Tijd                | Grid | Punten |
| --- | -- | -------------------- | ------------ | ------ | ------------------- | ---- | ------ |
| 1   | 9  | Giancarlo Falappa    | Ducati       | 18     | 33:51.061           | 5    | 20     |
| 2   | 4  | Stéphane Mertens     | Ducati       | 18     | +0.161              | 3    | 17     |
| 3   | 2  | Raymond Roche        | Ducati       | 18     | +0.395              | 1    | 15     |
| 4   | 3  | Rob Phillis          | Kawasaki     | 18     | +0.548              | 4    | 13     |
| 5   | 1  | Doug Polen           | Ducati       | 18     | +0.689              | 2    | 11     |
| 6   | 5  | Fabrizio Pirovano    | Yamaha       | 18     | +1.517              | 10   | 10     |
| 7   | 7  | Carl Fogarty         | Ducati       | 18     | +15.645             | 12   | 9      |
| 8   | 10 | Davide Tardozzi      | Ducati       | 18     | +27.211             | 6    | 8      |
| 9   | 48 | Daniel Amatriaín     | Ducati       | 18     | +27.413             | 15   | 7      |
| 10  | 27 | Fred Merkel          | Yamaha       | 18     | +27.602             | 11   | 6      |
| 11  | 79 | Simon Crafar         | Honda        | 18     | +28.259             | 8    | 5      |
| 12  | 12 | Jeffry de Vries      | Yamaha       | 18     | +29.352             | 17   | 4      |
| 13  | 45 | Andreas Meklau       | Ducati       | 18     | +39.671             | 31   | 3      |
| 14  | 15 | Jari Suhonen         | Yamaha       | 18     | +52.925             | 23   | 2      |
| 15  | 11 | Udo Mark             | Yamaha       | 18     | +53.197             | 18   | 1      |
| 16  | 55 | Vittorio Scatola     | Kawasaki     | 18     | +53.438             | 14   |        |
| 17  | 43 | Richard Arnaiz       | Honda        | 18     | +53.637             | 20   |        |
| 18  | 63 | Michael Liedl        | Kawasaki     | 18     | +53.818             | 29   |        |
| 19  | 34 | Christer Lindholm    | Yamaha       | 18     | +1:22.164           | 27   |        |
| 20  | 60 | Árpád Harmati        | Yamaha       | 18     | +1:22.335           | 24   |        |
| 21  | 57 | Aldeo Presciutti     | Kawasaki     | 18     | +1:22.508           | 28   |        |
| 22  | 66 | Hans Peter Klampfer  | Yamaha       | 18     | +1:31.317           | 35   |        |
| 23  | 84 | Anton Berghammer     | Yamaha       | 18     | +1:32.737           | 34   |        |
| 24  | 73 | Kai Uwe Schmid       | Kawasaki     | 18     | +1:32.939           | 26   |        |
| 25  | 38 | Urs Zwicker          | Yamaha       | 18     | +1:35.845           | 37   |        |
| DNF | 13 | Aaron Slight         | Kawasaki     | 14     | Uitgevallen         | 7    |        |
| DNF | 54 | Massimo Broccoli     | Kawasaki     | 13     | Uitgevallen         | 25   |        |
| DNF | 58 | Mauro Lucchiari      | Ducati       | 13     | Uitgevallen         | 22   |        |
| DNF | 28 | Piergiorgio Bontempi | Kawasaki     | 11     | Uitgevallen         | 21   |        |
| DNF | 65 | Franz Pfefferkorn    | Kawasaki     | 9      | Uitgevallen         | 30   |        |
| DNF | 92 | Virginio Ferrari     | Ducati       | 8      | Uitgevallen         | 33   |        |
| DNF | 35 | Stefan Klabacher     | Ducati       | 1      | Uitgevallen         | 32   |        |
| DNF | 50 | Ernst Gschwender     | Kawasaki     | 1      | Uitgevallen         | 9    |        |
| DNF | 69 | Friedrich Graus      | Kawasaki     | 0      | Uitgevallen         | 36   |        |
| DNS | 30 | Karl Truchsess       | Kawasaki     | 0      | Niet gestart        | 13   |        |
| DNS | 8  | Baldassarre Monti    | Honda        | 0      | Niet gestart        | 16   |        |
| DNS | 53 | Fabrizio Furlan      | Ducati       | 0      | Niet gestart        | 19   |        |
| DNQ | 47 | Gerhard Schwarz      | Suzuki       | 0      | Niet gekwalificeerd |      |        |
| DNQ | 33 | Walter Ammann        | Yamaha       | 0      | Niet gekwalificeerd |      |        |
| DNQ | 82 | Walfried Weingartner | Honda        | 0      | Niet gekwalificeerd |      |        |
| DNQ | 83 | Roberto Biagioli     | Yamaha       | 0      | Niet gekwalificeerd |      |        |
| DNQ | 80 | Gerhard Triebnig     | Suzuki       | 0      | Niet gekwalificeerd |      |        |
| DNQ | 46 | Robert Mitter        | Ducati       | 0      | Niet gekwalificeerd |      |        |
| DNQ | 36 | Anton Rechberger     | Yamaha       | 0      | Niet gekwalificeerd |      |        |

## Tussenstanden na wedstrijd
| Pos | Nr | Rijder            | Team     | Punten |
| --- | -- | ----------------- | -------- | ------ |
| 1   | 3  | Rob Phillis       | Kawasaki | 178    |
| 2   | 1  | Doug Polen        | Ducati   | 167    |
| 3   | 2  | Raymond Roche     | Ducati   | 145    |
| 4   | 9  | Giancarlo Falappa | Ducati   | 141    |
| 5   | 5  | Fabrizio Pirovano | Yamaha   | 119    |

1988 · 1989 · 1990 · 1991 · 1992 · 1993 · 1994 · 1997 · 1998 · 1999